# 伍斯特座堂
伍斯特座堂（英語：Worcester Cathedral）是英格蘭伍斯特郡的一座教堂。在英格蘭宗教改革之前，它被稱為伍斯特修道院。伍斯特大教堂位於英格蘭伍斯特，是一座英國聖公會的教堂。教堂始建於680年，當時是一座修道院。現在的教堂則建設於1084年至1504年期間。伍斯特大教堂具有典型的英式教堂的建築特徵，建築十分精細，其中又以中央的尖塔最為著名。